# Rivian R1T
Rivian R1T – elektryczny samochód osobowy typu pickup klasy wyższej produkowany pod amerykańską marką Rivian od 2021 roku.

## Historia i opis modelu

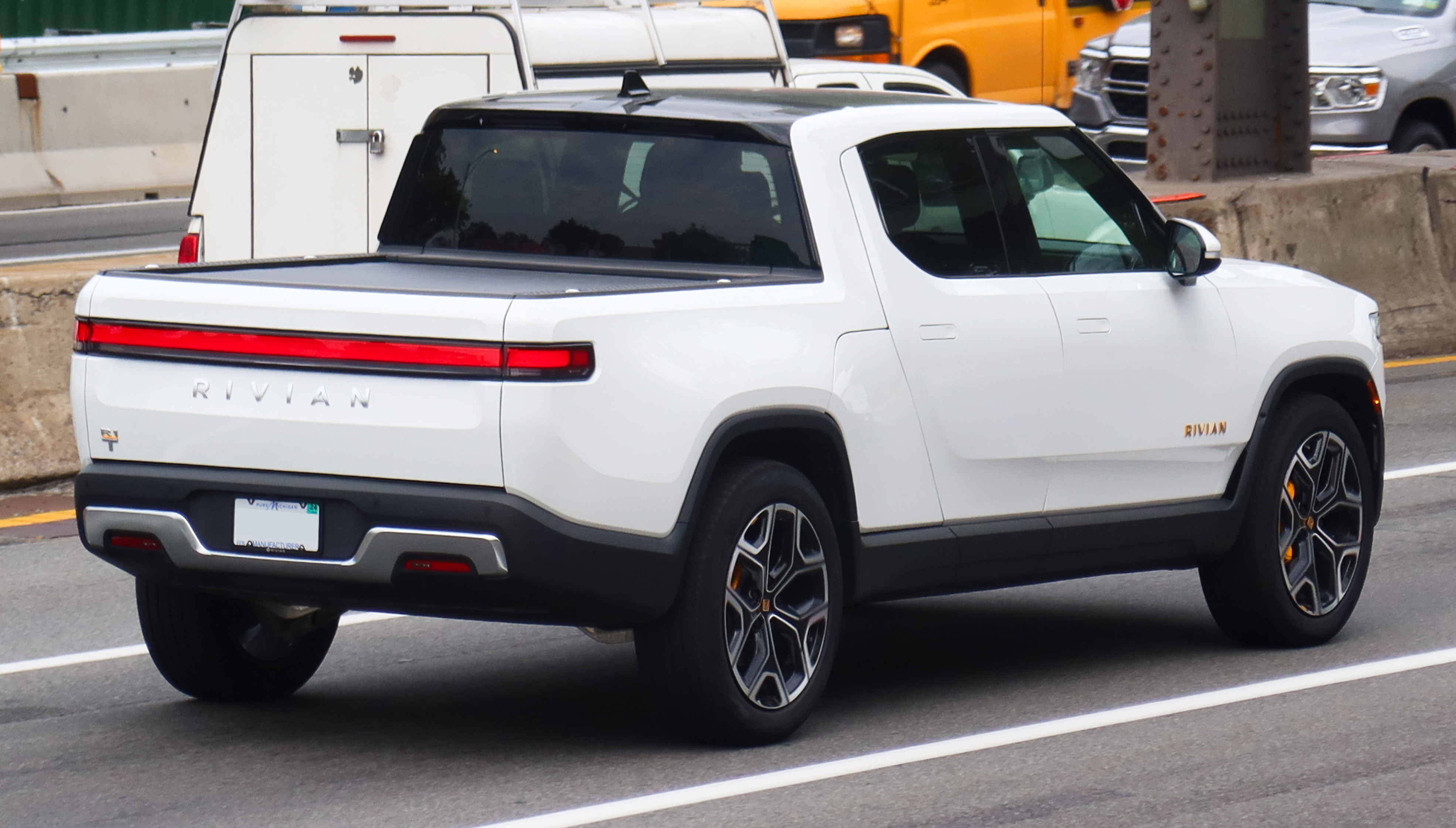
Rivian R1T - tył

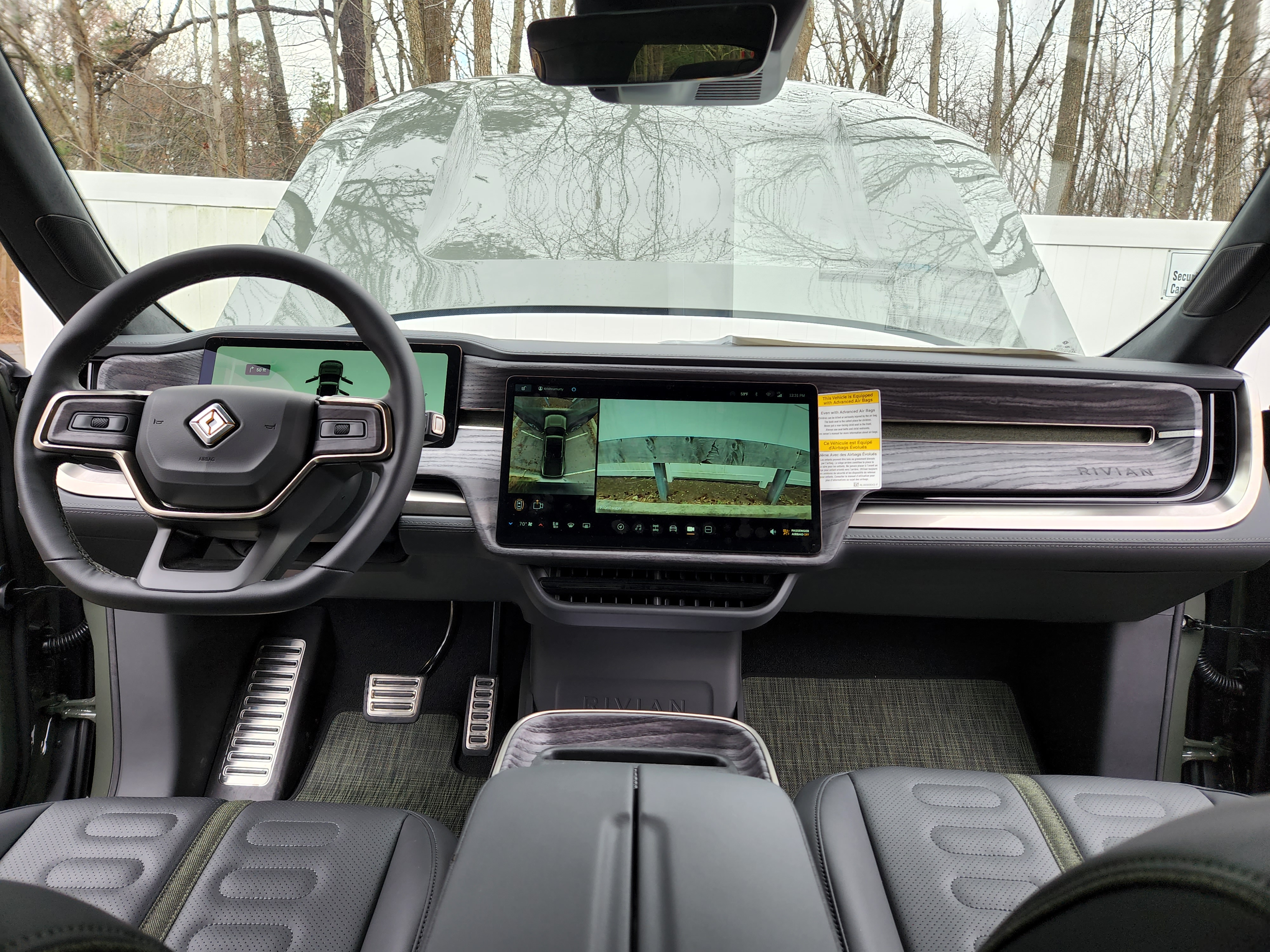
Rivian R1T - kokpit

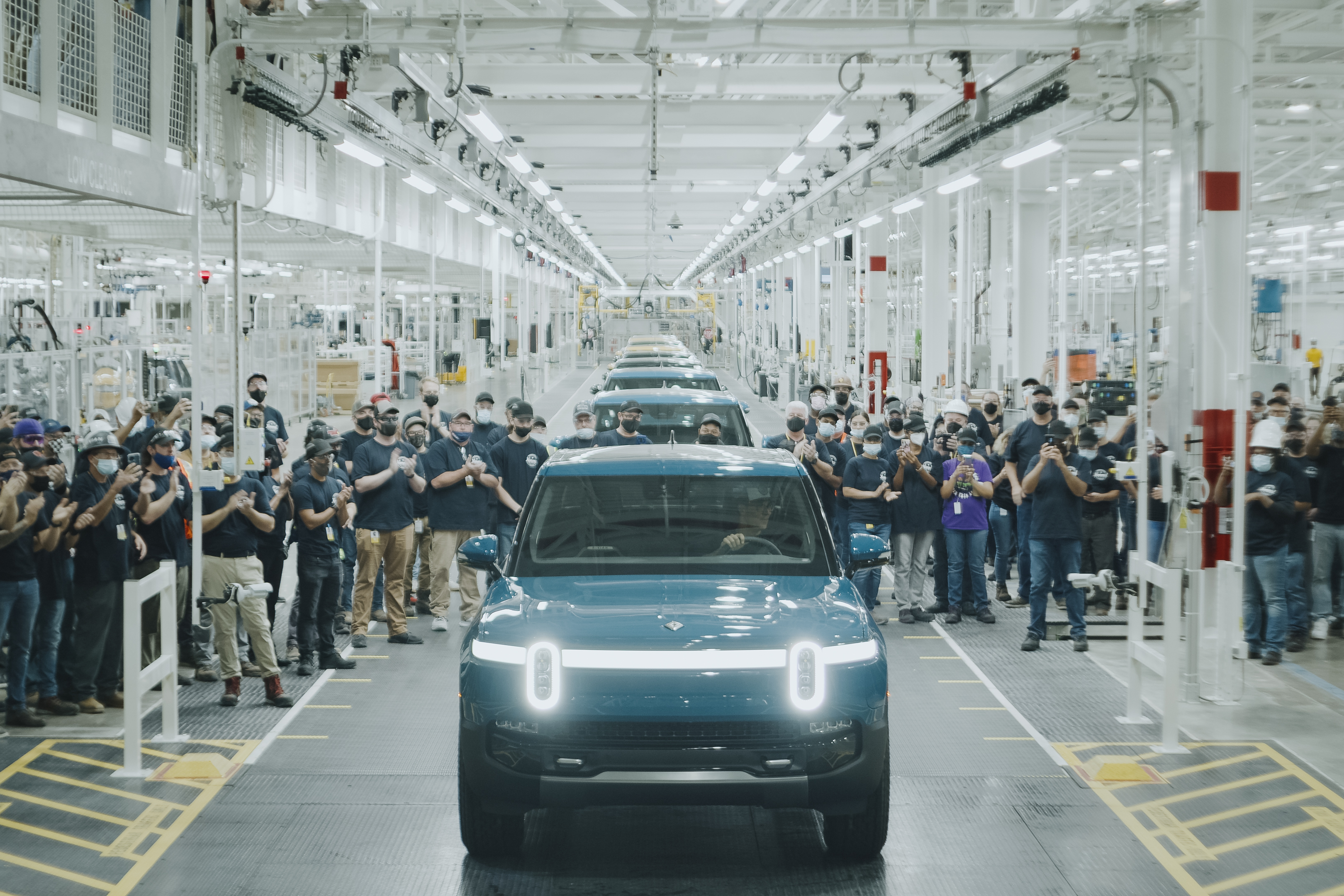
Inauguracja rozpoczęcia produkcji

Pierwszym samochodem startupu Rivian przeznaczonym do seryjnej produkcji został pickup R1T o napędzie elektrycznym, którego światowa premiera odbyła się w listopadzie 2018 roku podczas targów samochodowych Los Angeles Auto Show. Samochód połączył 4-drzwiową kabinę pasażerską z dużym przedziałem transportowym mogącą pomieścić 5 pasażerów. 
Samochód utrzymano w futurystycznym wzornictwie, wyróżniając się podłużnymi świetlistymi pasami zdobiącymi pas przedni i tylny. Dodatkowo, z przodu pojawiły się dwa owalne reflektory umieszczone pionowo wykonane w technologii LED. Poza standardowymi funkcjami oświetlenia pojazdu, świetliste pasy z przodu i tyłu informują także o stanie naładowania akumulatorów. Za projekt stylistyczny elektrycznego pickupa Riviana odpowiedzialny był amerykański projektant Jeff Hamound, który wcześniej zdobył doświadczenie pracując w zespole projektantów ówczesnego koncernu FCA.
Kabina pasażerska Riviana R1T utrzymana została w minimalistycznym wzornictwie, łączącym materiały z tworzywa sztucznego z akcentami z aluminium i drewna. Deskę rozdzielczą przyozdobiły dwa ekrany: pierwszy o przekątnej 12,3-cala utworzył cyfrowe zegary, z kolei drugi, centralnie umieszczony o przekątnej 15,6 cala posłużył za centrum sterowania m.in. systemem multimedialnym.
Poza przedziałem transportowym wyposażonym w elektrycznie zasuwaną roletę, Rivian R1T wyposażony został dodatkowo także w dwa duże schowki. Pierwszym z nich jest bagażnik przedni, tzw. frunk, mogący pomieścić po podniesieniu maski do 311 litrów bagażu. Ponadto, w przestrzeni pomiędzy oparciami tylnego rzędu siedzeń a przedziałem transportowym umieszczono schowek na długie przedmioty jak np. narty.

### Lifting
W czerwcu 2024 Rivian R1T przeszedł modernizację, która pod kątem wizualnym przyniosła przemodelowany przedni i tylny zderzak, a także nowe kolory nadwozia, przeprojektowane wzory alufelg i nowy rodzaj baterii - LFP zamiast dotychczasowych, NMC. Rivian wprowadził ponadto ok. 600 modyfikacji w doborze materiałów i montażu komponentów, aby obniżyć koszt produkcji.

### Sprzedaż
Po tym, jak pierwotnie produkcja R1T miała rozpocząć się z końcem 2020 roku, proces wdrażania do niej elektrycznego pickupa Riviana trwał łącznie prawie 3 lata. Po trwających od czerwca 2021 opóźnieniach wynikających z globalnego niedoboru półprzewodników, produkcja R1T jako pierwszego w historii seryjnego pickupa z napędem elektrycznym rozpoczęła się w zakładach w Normal w Illinois 14 września 2021 roku. Dostawy pierwszych egzemplarzy do nabywców rozpoczęły się pod koniec października. Rivian, pomimo planów debiutu na europejskim rynku w 2022 roku, nie uwzględnił pickupa R1T w swojej gamie modelowej - tam utworzy ją wyłącznie SUV R1S.

### Dane techniczne
Rivian R1T dostępny jest trzech wariantach napędowych. Podstawowy oferuje baterię o pojemności 105 kWh i zasięgu maksymalnym ok. 370 kilometrów, pośredni z baterią 135 kWh i maksymalnym zasięgiem ok. 505 kilometrów oraz topowy wyróżniający się baterią o pojemności 180 kWh i maksymalnym zasięgu na jednym ładowaniu określonym na ok. 643 kilometry. Każdego Riviana R1T napędzają cztery silniki elektryczne, które rozwijają łączną moc 835 KM i maksymalny moment obrotowy 1231 Nm. Pozwala to rozpędzić się do 100 km/h w 3,1 sekundy, rozpędzając się maksymalnie do 180 km/h.